# Chiamate Mara 3131
Chiamate Mara 3131 è stato un programma radiofonico italiano condotto da Mara Venier con Stefano Magnanensi ed è stato trasmesso su Rai Radio 2 dal 13 gennaio al 7 febbraio 2020. Andava in onda dal lunedì al venerdì dalle 15 alle 16 e prevedeva la possibilità di telefonare in diretta per parlare con la conduttrice. Per ogni puntata era prevista una tematica diversa da trattare con gli ascoltatori. Il programma era l'erede della storica trasmissione del 1969 Chiamate Roma 3131, divenuta poi Radiodue 3131.
Nella settimana del 70º Festival di Sanremo, da martedì 4 a venerdì 7 febbraio, il programma è andato in onda col titolo Chiamate Mara 3131 - Speciale Sanremo, in diretta dal truck di Radio 2, posizionato direttamente dalla città dei fiori.